# 山本里咲
山本 里咲（やまもと りさ、1999年9月1日 - ）は、日本テレビのアナウンサー。

## 来歴
千葉県千葉市出身。昭和学院高等学校卒業。國學院大學法学部卒業。國學院大學の2019年度ミスコンテストでグランプリを受賞した。その後スプラウトに所属し、フリーアナウンサーとして活動していた。また、2020年には第69代今宮戎神社福娘代表に選出されている。
2023年4月に日本テレビに入社した。同期入社は住岡佑樹、渡邉結衣。

## 出演番組

### 日本テレビ入社前
- gee up sprout（2020年2月1日 - 2022年9月17日、FMサルース） - パーソナリティ ※不定期出演
- はやドキ!（2021年3月29日 - 9月27日、TBSテレビ）- 月曜日担当[5]

### 日本テレビ入社後
- Going!Sports&News（2023年10月7日 - ）- 土曜アシスタント[6]
- news zero（2024年4月3日 - 9月26日）- 水・木曜フィールドキャスター
- ヒルナンデス!（2024年10月4日 - ）- 金曜ニュースキャスター
- Oha!4 NEWS LIVE（2025年4月2日 - ）- 水曜キャスター